# BIOSPHERE RECORDS
BIOSPHERE RECORDS（バイオスフィア・レコード）は、日本の音楽レーベル。
ロック・ポップ・ユニットZABADAKの元所属会社、株式会社マグネットが1992年に興した彼らを核とする音楽レーベルで、兄弟レーベルにマグネット・レコードがある。

## 沿革
Biosphereという名前はZABADAKの曲「遠い音楽」に歌われる歌詞、「バイオスフェア」から取られた。
その意味は作詞の原マスミによると、アメリカに造られたドーム型の一大生態圏実験施設の名であるという。正確には（バイオ-スフィア）と発音する。
1993年に彼らの当時の所属事務所のザバダック・オフィスと株式会社マグネットが「のれん分け（上野洋子のZABADAKからの脱退）」の後、自身のレーベルを立ち上げる際、命名した。
第1弾が1992年の『十二月の午後、河原で僕は夏の風景を思い出していた。』。ZABADAKが暗黒舞踏集団「白虎社」のビデオ作品のために制作したインストゥルメンタル作品が、ライブ会場で開演前のBGMとして流されたところファンの間で評判となり、CD化の希望を受けて自主制作盤として発売された。
その後、上野洋子の初ソロアルバム『Voices』、「のれん分け」コンサートのビデオ化作品『noren wake』のVHSおよびLD、ソロZABADAKでは以後、『音』、『IKON』、また、2人時代のものとしてはシングル・コレクション『Remains』ライブ盤『Prunus』などの関連作品を発売した。
また、彼ら以外のアーティストではGoddess in the Morning（新居昭乃）、karak、ダリエ、藤井珠緒、ハイポジ、くじら、NUU、ラブジョイなどをリリースしている。
活動の集大成として2003年夏にZABADAK初のDVD BOX『biosphere years 1988〜2000/5枚組』が発売された。40ページに及ぶ豪華パンフレットがついたこのBOXは500セットの限定発売だったため、瞬時に品切れ、一時はオークションで異常な高騰をみせる騒ぎとなった。
現在は2005年に『noren wake』を始めとする1986年のデビュー時からの全てのMV、2000年までの代表的なライブ映像が5枚の単体DVDとして発売されている。
2010年4月、オンラインショップを閉店。インターネット上の通信販売をAmazon.co.jpなど外部サイトのみとしたが後にオンラインショップは復活する。
なお、ZABADAK公式ファンクラブの名称もBiosphereである。また海外にも同名のアーティストやサイトがあるので要注意。